# The Incredible Hulk (serial telewizyjny)
The Incredible Hulk – amerykański superbohaterski serial dramatyczny na podstawie serii komiksów o superbohaterze o pseudonimie Hulk z komiksów wydawnictwa Marvel Comics. Twórcą serialu był Kenneth Johnson. Tytułową rolę zagrali Bill Bixby i Lou Ferrigno, a obok nich wystąpił również Jack Colvin.
Pilotowy odcinek, The Incredible Hulk, został pokazany w postaci filmu telewizyjnego 4 listopada 1977 roku na antenie CBS. Drugi odcinek, The Incredible Hulk: Death in the Family, wyemitowano również w postaci filmu telewizyjnego pod koniec tego samego miesiąca. Regularną emisję pierwszego sezonu rozpoczęto 10 marca 1978 roku. Serial zakończono po pięciu sezonach, a ostatni odcinek wyemitowano 13 maja 1982 roku.
W latach 1988–1990 wyemitowano na kanale NBC trzy filmy telewizyjne: Powrót niesamowitego Hulka (oryg. The Incredible Hulk Returns), Hulk przed sądem (oryg. The Trial of the Incredible Hulk) i Śmierć niesamowitego Hulka (oryg. The Death of the Incredible Hulk).

## Obsada

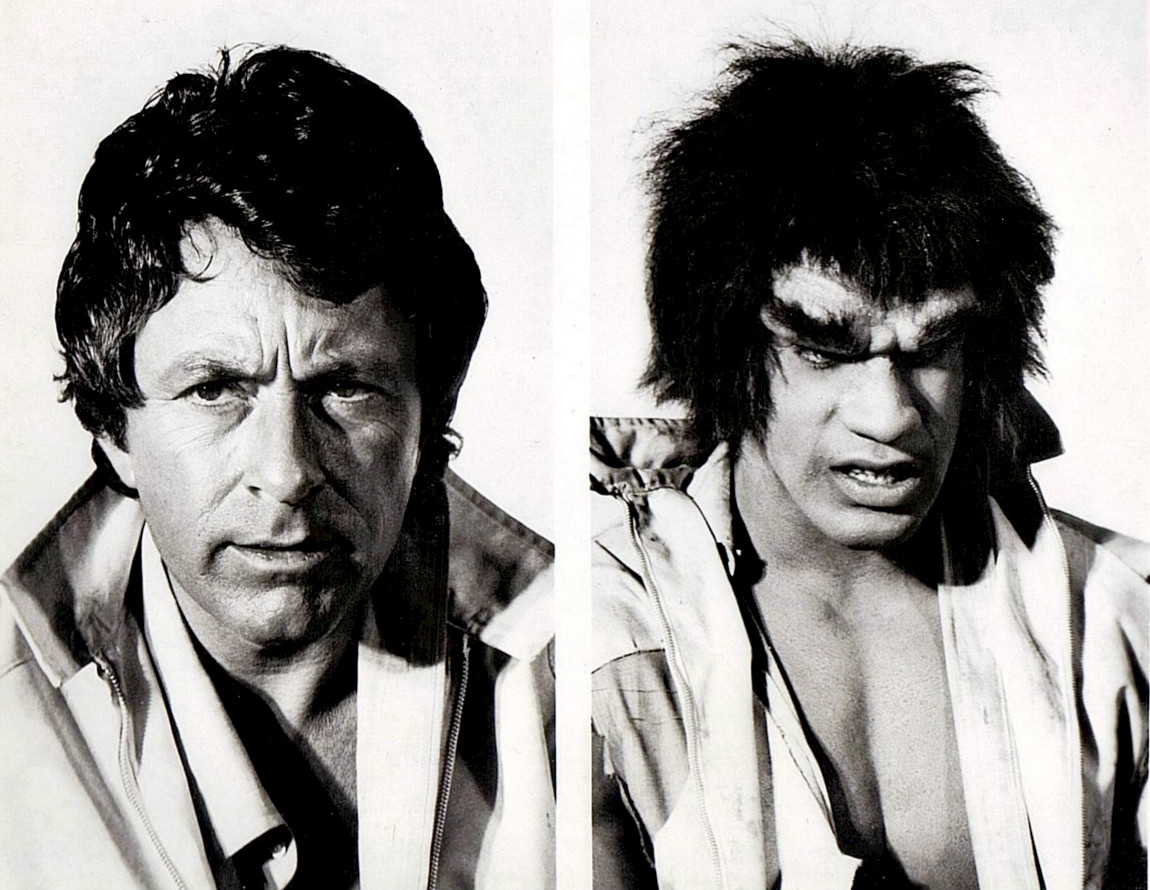
Bill Bixby jako Bruce Banner (z lewej) oraz Lou Ferrigno jako jego alter ego Hulk (z prawej)

- Bill Bixby jako David Bruce Banner, lekarz i naukowiec, któremu, pod wpływem przedawkowania promieniowania gamma, zmienił się skład chemiczny ciała. Wskutek tego, w przypływie złości, przemienia się w zielonego stwora o imieniu Hulk[1].
- Lou Ferrigno jako Hulk, alter ego Davida Bannera, zielony stwór, który zostaje oskarżony o morderstwo, którego nie popełnił. Ted Cassidy i Charles Napier użyczali głosu „ryczenia” Hulkowi. Ferrigno w każdym odcinku musiał mieć pokryte ciało zieloną, wodoodporną farbą, której nałożenie zajmowało dwóm osobom 45 minut, nosił perukę z włosów jaka i soczewki kontaktowe[1]. Podczas scen transformacji Bannera w Hulka, Ferrigno musiał zakładać ubrania o kilka rozmiarów mniejsze, które mógł łatwo rozerwać[1]. Ferrigno zagrał również Carla Molino w odcinku King of the Beach[2].
- Jack Colvin jako Jack McGee, reporter „National Register”, który bada sprawę Hulka[1].

W rolach gościnnych pojawiło się wielu aktorów. Jedynym, który zagrał więcej niż w jednym sezonie, był Walter Brooke jako Mark Roberts, szef McGee. Ponadto w serialu pojawili się: 
- Susan Sullivan jako Elaina Marks,
- Gerald McRaney jako Denny Kayle,
- William Daniels jako John Bonifant,
- Martin Kove jako Henry „Rocky” Welsh,
- Jeremy Brett jako James Joslin,
- Brandon Cruz jako Kevin,
- Andrew Robinson jako Stan Rhodes[4],
- Pat Morita jako Fred,
- Ernie Hudson jako Lee,
- Tony Burton jako Taylor George,
- Rick Springfield jako Michael Roark,
- Mako jako Li Sung,
- Kim Cattrall jako Gabrielle White[5],
- Diana Muldaur jako Helen Banner,
- Ray Walston jako Jasper Dowd,
- John Marley jako D.W. Banner,
- Bradford Dillman jako Michael Sutton,
- Jeanette Nolan jako Lucy Cash,
- John McIntire jako Preston[3],
- Don Stroud jako Hank[2],
- Paul Koslo jako Doug Hewitt[6],
- Mariette Hartley jako Carolyn Fields[5], która otrzymała za tę rolę Primetime Emmy Award[1][7],
- Jack Kirby, współtwórca postaci Hulka, wystąpił w odcinku No Escape[5][1].

## Emisja i filmy telewizyjne
Emisję serialu The Incredible Hulk rozpoczęto 4 listopada 1977 roku na antenie CBS od filmu telewizyjnego i pilota o tym samym tytule. Drugi i trzeci sezon otrzymały zamówienie po 23 odcinki. Przy czwartym sezonie podjęto decyzję o zakończeniu serialu i wyemitowano jego 18 odcinków. 7 dodatkowych odcinków, nakręconych na potrzeby czwartego sezonu, pojawiło się jako sezon piąty. Serial zakończył swoją emisję 13 maja 1982 roku.
Pod koniec lat osiemdziesiątych wyemitowano na kanale NBC trzy filmy telewizyjne: Powrót niesamowitego Hulka (oryg. The Incredible Hulk Returns, 1988), Hulk przed sądem (oryg. The Trial of the Incredible Hulk, 1989) i Śmierć niesamowitego Hulka (oryg. The Death of the Incredible Hulk, 1990). W planach był również czwarty film Revenge of the Incredible Hulk. Pilot serialu The Incredible Hulk (1977) i drugi odcinek, The Return of the Incredible Hulk (Death in the Family, 1977), wyemitowane zostały jako filmy telewizyjne, pilot był dystrybuowany w kinach poza Stanami Zjednoczonymi. Dwu częściowy odcinek Married ukazał się również jako film telewizyjny Bride of The Incredible Hulk (1978).
21 października 2003 roku wydano na DVD w Stanach Zjednoczonych The Incredible Hulk – The Television Series Ultimate Collection, zawierające 6-dyskową kolekcję wybranych odcinków serialu. W latach 2006–2008 serial został wydany w formacie DVD, a 21 października 2008 roku ukazało się również na DVD The Incredible Hulk: The Complete Series zawierające wszystkie 5 sezonów serialu. 12 grudnia 2016 roku wydano wersję Blu-ray.
6 maja 2003 roku wydano na DVD filmy Powrót niesamowitego Hulka i Hulk przed sądem, a Śmierć niesamowitego Hulka pojawiła się miesiąc później, 3 czerwca. DVD zatytułowane The Incredible Hulk – Original Television Premiere wydano 25 czerwca jako element promocji filmu Hulk z 2003 roku. Zawiera ono pilot, The Incredible Hulk oraz dwuczęściowy odcinek Married.

### Przegląd sezonów
| Sezon | Sezon | Odcinki | Premiera sezonu     | Finał sezonu     | Wydanie DVD          | Wydanie Blu-ray |
| ----- | ----- | ------- | ------------------- | ---------------- | -------------------- | --------------- |
|       | 1     | 12      | 4 listopada 1977    | 31 maja 1978     | 18 lipca 2006        | 12 grudnia 2016 |
|       | 2     | 23      | 22 września 1978    | 25 maja 1979     | 17 lipca 2007        | 12 grudnia 2016 |
|       | 3     | 23      | 21 września 1979    | 11 kwietnia 1980 | 3 czerwca 2008       | 12 grudnia 2016 |
|       | 4     | 18      | 7 listopada 1980    | 22 maja 1981     | 3 czerwca 2008       | 12 grudnia 2016 |
|       | 5     | 7       | 2 października 1981 | 13 maja 1982     | 21 października 2008 | 12 grudnia 2016 |

## Lista odcinków

### Sezon 1 (1977–1978)
| №  | Nr | Tytuł                                                   | Reżyseria           | Scenariusz                                     | Premiera (CBS)    |
| -- | -- | ------------------------------------------------------- | ------------------- | ---------------------------------------------- | ----------------- |
| 1  | 1  | The Incredible Hulk                                     | Kenneth Johnson     | Kenneth Johnson                                | 4 listopada 1977  |
| 2  | 2  | Death in the Family (The Return of the Incredible Hulk) | Alan J. Levi        | Kenneth Johnson                                | 27 listopada 1977 |
| 3  | 3  | Final Round                                             | Kenneth Gilbert     | Kenneth Johnson                                | 10 marca 1978     |
| 4  | 4  | The Beast Within                                        | Kenneth Gilbert     | Karen Harris, Jill Sherman                     | 17 marca 1978     |
| 5  | 5  | Of Guilt, Models and Murder                             | Larry Stewart       | James D. Parriott                              | 24 marca 1978     |
| 6  | 6  | Terror in Times Square                                  | Alan J. Levi        | William Schwartz                               | 31 marca 1978     |
| 7  | 7  | 747                                                     | Sigmund Neufeld Jr. | Thomas E. Szollosi, Richard Christian Matheson | 7 kwietnia 1978   |
| 8  | 8  | The Hulk Breaks Las Vegas                               | Larry Stewart       | Justin Edgerton                                | 21 kwietnia 1978  |
| 9  | 9  | Never Give a Trucker an Even Break                      | Kenneth Gilbert     | Kenneth Johnson                                | 28 kwietnia 1978  |
| 10 | 10 | Life and Death                                          | James D. Parriot    | Jeffrey Hayden                                 | 12 maja 1978      |
| 11 | 11 | Earthquakes Happen                                      | Harvey Laidman      | Jim Tisdale, Migdia Varela                     | 19 maja 1978      |
| 12 | 12 | The Waterfront Story                                    | Reza Badiyi         | Paul M. Belous, Robert Wolterstorff            | 31 maja 1978      |

### Sezon 2 (1978–1979)
| №     | Nr  | Tytuł                                  | Reżyseria           | Scenariusz                                            | Premiera (CBS)       |
| ----- | --- | -------------------------------------- | ------------------- | ----------------------------------------------------- | -------------------- |
| 13/14 | 1/2 | Married (Bride of the Incredible Hulk) | Kenneth Johnson     | Kenneth Johnson                                       | 22 września 1978     |
| 15    | 3   | The Antowuk Horror                     | Sigmund Neufeld Jr. | Nicholas Corea                                        | 29 września 1978     |
| 16    | 4   | Ricky                                  | Frank Orsatti       | Jaron Summers                                         | 6 października 1978  |
| 17    | 5   | Rainbow’s End                          | Kenneth Gilbert     | Karen Harris, Jill Sherman                            | 13 października 1978 |
| 18    | 6   | A Child in Need                        | James D. Parriott   | Frank Dandrige                                        | 20 października 1978 |
| 19    | 7   | Another Path                           | Joseph Pevney       | Nicholas Corea                                        | 27 października 1978 |
| 20    | 8   | Alice in Disco Land                    | Sigmund Neufeld Jr. | Karen Harris, Jill Sherman                            | 3 listopada 1978     |
| 21    | 9   | Killer Instinct                        | Ray Danton          | William Whitehead, Joel Don Humphreys, Richard Landau | 10 listopada 1978    |
| 22    | 10  | Stop the Presses                       | Jeffrey Hayden      | Karen Harris, Jill Sherman, Susan Woollen             | 24 listopada 1978    |
| 23    | 11  | Escape from Los Santos                 | Chuck Bowman        | Bruce Kalish, Philip John Taylor                      | 1 grudnia 1978       |
| 24    | 12  | Wildfire                               | Frank Orsatti       | Brian Rehak                                           | 1 stycznia 1979      |
| 25    | 13  | A Solitary Place                       | Jeffrey Hayden      | Jim Tisdale, Migdia Varela                            | 24 stycznia 1979     |
| 26    | 14  | Like a Brother                         | Reza Badiyi         | Richard Christian Matheson, Thomas E. Szollosi        | 31 stycznia 1979     |
| 27    | 15  | The Haunted                            | John McPherson      | Andrew Schneider, Karen Harris, Jill Sherman          | 7 lutego 1979        |
| 28    | 16  | Mystery Man, Part 1                    | Frank Orsatti       | Nicholas Corea                                        | 2 marca 1979         |
| 29    | 17  | Mystery Man, Part 2                    | Frank Orsatti       | Nicholas Corea                                        | 9 marca 1979         |
| 30    | 18  | The Disciple                           | Reza Badiyi         | Nicholas Corea, James G. Hirsch                       | 16 marca 1979        |
| 31    | 19  | No Escape                              | Jeffrey Hayden      | Ben Masselink                                         | 30 marca 1979        |
| 32    | 20  | Kindred Spirits                        | Joseph Pevney       | Karen Harris, Jill Sherman                            | 6 kwietnia 1979      |
| 33    | 21  | The Confession                         | Barry Crane         | Deborah Davis                                         | 4 maja 1979          |
| 34    | 22  | The Quiet Room                         | Reza Badiyi         | Karen Harris, Jill Sherman                            | 11 maja 1979         |
| 35    | 23  | Vendetta Road                          | John McPherson      | Justin Edgerton, Michael McGreevey                    | 25 maja 1979         |

### Sezon 3 (1979–1980)
| №  | Nr | Tytuł                   | Reżyseria        | Scenariusz                                       | Premiera (CBS)       |
| -- | -- | ----------------------- | ---------------- | ------------------------------------------------ | -------------------- |
| 36 | 1  | Metamorphosis           | Alan J. Levi     | Craig Buck, Frank Dandridge                      | 21 września 1979     |
| 37 | 2  | Blind Rage              | Jeffrey Hayden   | Dan Ullman                                       | 28 września 1979     |
| 38 | 3  | Brain Child             | Reza Badiyi      | Nicholas Corea                                   | 5 października 1979  |
| 39 | 4  | The Slam                | Nicholas Corea   | Nicholas Corea                                   | 19 października 1979 |
| 40 | 5  | My Favorite Magician    | Reza Badiyi      | Sam Egan                                         | 26 października 1979 |
| 41 | 6  | Jake                    | Frank Orsatti    | Chuck Bowman                                     | 2 listopada 1979     |
| 42 | 7  | Behind the Wheel        | Frank Orsatti    | Rick Rosenthal, Todd Susman, Andrew Schneider    | 9 listopada 1979     |
| 43 | 8  | Homecoming              | John McPherson   | Andrew Schneider                                 | 30 listopada 1979    |
| 44 | 9  | The Snare               | Frank Orsatti    | Richard Christian Matheson, Thomas E. Szollosi   | 7 grudnia 1979       |
| 45 | 10 | Babalao                 | Richard Milton   | Craig Buck                                       | 14 grudnia 1979      |
| 46 | 11 | Captive Night           | Frank Orsatti    | Sam Egan                                         | 21 grudnia 1979      |
| 47 | 12 | Broken Image            | John McPherson   | Karen Harris, Jill Sherman                       | 4 stycznia 1980      |
| 48 | 13 | Proof Positive          | Dick Harwood     | Karen Harris, Jill Sherman                       | 11 stycznia 1980     |
| 49 | 14 | Sideshow                | Nicholas Corea   | Len Jenkin                                       | 25 stycznia 1980     |
| 50 | 15 | Long Run Home           | Frank Orsatti    | Allan Cole, Chris Bunch                          | 1 lutego 1980        |
| 51 | 16 | Falling Angels          | Barry Crane      | Eric Kaldor, D.K. Krzemien, James Sanford Parker | 8 lutego 1980        |
| 52 | 17 | The Lottery             | John McPherson   | Dan Ullman, Allan Cole, Chris Bunch              | 15 lutego 1980       |
| 53 | 18 | The Psychic             | Barry Crane      | Karen Harris, Jill Sherman, George Arthur Bloom  | 22 lutego 1980       |
| 54 | 19 | A Rock and a Hard Place | Chuck Bowman     | Andrew Schneider                                 | 29 lutego 1980       |
| 55 | 20 | Deathmask               | John McPherson   | Nicholas Corea                                   | 14 marca 1980        |
| 56 | 21 | Equinox                 | Patrick Boyrivan | Andrew Schneider                                 | 21 marca 1980        |
| 57 | 22 | Nine Hours              | Nicholas Corea   | Nicholas Corea                                   | 4 kwietnia 1980      |
| 58 | 23 | On the Line             | L. Q. Jones      | Karen Harris, Jill Sherman                       | 11 kwietnia 1980     |

### Sezon 4 (1980–1981)
| №  | Nr | Tytuł                         | Reżyseria        | Scenariusz              | Premiera (CBS)    |
| -- | -- | ----------------------------- | ---------------- | ----------------------- | ----------------- |
| 59 | 1  | Prometheus, Part 1            | Kenneth Johnson  | Kenneth Johnson         | 7 listopada 1980  |
| 60 | 2  | Prometheus, Part 2            | Kenneth Johnson  | Kenneth Johnson         | 14 listopada 1980 |
| 61 | 3  | Free Fall                     | Reza Badiyi      | Chris Bunch, Allan Cole | 21 listopada 1980 |
| 62 | 4  | Dark Side                     | John McPherson   | Nicholas Corea          | 5 grudnia 1980    |
| 63 | 5  | Deep Shock                    | Reza Badiyi      | Ruel Fischman           | 12 grudnia 1980   |
| 64 | 6  | Bring Me the Head of the Hulk | Bill Bixby       | Allan Cole, Chris Bunch | 9 stycznia 1981   |
| 65 | 7  | Fast Lane                     | Frank Orsatti    | Reuben Leder            | 16 stycznia 1981  |
| 66 | 8  | Goodbye, Eddie Cain           | Jack Colvin      | Nicholas Corea          | 23 stycznia 1981  |
| 67 | 9  | King of the Beach             | Barry Crane      | Karen Harris            | 6 lutego 1981     |
| 68 | 10 | Wax Museum                    | Dick Harwood     | Carol Baxter            | 13 lutego 1981    |
| 69 | 11 | East Winds                    | Jack Colvin      | Jill Sherman            | 20 lutego 1981    |
| 70 | 12 | The First, Part 1             | Frank Orsatti    | Andrew Schneider        | 6 marca 1981      |
| 71 | 13 | The First, Part 2             | Frank Orsatti    | Andrew Schneider        | 13 marca 1981     |
| 72 | 14 | The Harder They Fall          | Mike Vejar       | Nancy Faulkner          | 27 marca 1981     |
| 73 | 15 | Interview with the Hulk       | Patrick Boyriven | Alan Cassidy            | 3 kwietnia 1981   |
| 74 | 16 | Half Nelson                   | Barry Crane      | Andrew Schneider        | 17 kwietnia 1981  |
| 75 | 17 | Danny                         | Mark A. Burley   | Diane Frolov            | 15 maja 1981      |
| 76 | 18 | Patterns                      | Nick Havinga     | Reuben Leder            | 22 maja 1981      |

### Sezon 5 (1981–1982)
| №  | Nr | Tytuł           | Reżyseria        | Scenariusz                   | Premiera (CBS)       |
| -- | -- | --------------- | ---------------- | ---------------------------- | -------------------- |
| 77 | 1  | The Phenom      | Bernard McEveety | Reuben Leder                 | 2 października 1981  |
| 78 | 2  | Two Godmothers  | Mike Vejar       | Reuben Leder                 | 9 października 1981  |
| 79 | 3  | Veteran         | Mike Vejar       | Reuben Leder, Nicholas Corea | 16 października 1981 |
| 80 | 4  | Sanctuary       | Chuck Bowman     | Deborah Davis                | 6 listopada 1981     |
| 81 | 5  | Triangle        | Mike Vejar       | Andrew Schneider             | 13 listopada 1981    |
| 82 | 6  | Slaves          | John A. Liberti  | Jeri Taylor                  | 5 maja 1982          |
| 83 | 7  | A Minor Problem | Michael Preece   | Diane Frolov                 | 13 maja 1982         |

### Filmy telewizyjne (1988–1990)
| Nr | Tytuł                                                       | Reżyseria      | Scenariusz     | Premiera (NBC) |
| -- | ----------------------------------------------------------- | -------------- | -------------- | -------------- |
| 1  | Powrót niesamowitego Hulka The Incredible Hulk Returns      | Nicholas Corea | Nicholas Corea | 22 maja 1988   |
| 2  | Hulk przed sądem The Trial of the Incredible Hulk           | Bill Bixby     | Gerald Di Pego | 7 maja 1989    |
| 3  | Śmierć niesamowitego Hulka The Death of the Incredible Hulk | Bill Bixby     | Gerald Di Pego | 18 lutego 1990 |

## Produkcja
Na początku 1977 roku Frank Price, szef Universal Television, zaproponował producentowi i scenarzyście Kennethowi Johnsonowi stworzenie serialu telewizyjnego na podstawie jednej z postaci wydawnictwa Marvel Comics, do których studio posiadało prawa. Johnson początkowo odrzucił propozycję, ale później, po przeczytaniu Nędzników Wiktora Hugo zainspirował się i rozpoczął pracę nad adaptacją w serial telewizyjny historii komiksowej Hulka.
Johnson postanowił odejść od materiału źródłowego, jakim był komiks. Głównymi powodami było przełożenie go na serial fabularny w taki sposób, aby był on wiarygodny i akceptowalny przez szeroka publiczność oraz fakt, że sam Johnson nie był fanem komiksów. W komiksach Banner został narażony na promieniowanie gamma wskutek wypadku i był fizykiem, a w serialu sam przeprowadził nieudany eksperyment na sobie jako lekarz. Postanowiono również, aby postać Hulka nie mówiła wcale. Producent postanowił zmienić również pierwsze imię bohatera z Bruce na David. Ostatecznie oryginale imię z komiksów zostało użyte jako drugie imię postaci. Johnson również zrezygnował z postaci drugoplanowych z komiksów i wprowadził zupełnie nową postać, reportera Jacka McGee. Zdecydowano się również, aby siła Hulka była bardziej ograniczona niż w komiksach, a Johnson rozważał, aby był on czerwony zamiast zielonego.
W roli Davida Bannera został obsadzony Bill Bixby, który był pierwszym i jedynym wyborem Johnsona. Jack Colvin otrzymał rolę reportera Jacka McGee. Inspiracją dla tej postaci był Javert z Nędzników. Arnold Schwarzenegger brał udział w przesłuchaniach do roli Hulka, jednak nie otrzymał roli, bo uznano, że jest za niski. Ostatecznie Richard Kiel został obsadzony, ale po nakręceniu kilku scen Johnson stwierdził, że jest on za słabo umięśniony i zdecydowano się na profesjonalnego kulturystę, Lou Ferrigno.
Narratorem w scenie otwierającej serial został Ted Cassidy, który również wydawał odgłosy Hulka do czasu swojej śmierci w 1979 roku. Zastąpił go wtedy Charles Napier.

## Muzyka
Joe Harnell został zatrudniony do napisania muzyki do serialu. Album z jego muzyką, The Incredible Hulk: Original Soundtrack Recording, został wydany w 1999 roku przez Super Tracks.
| The Incredible Hulk: Original Soundtrack Recording – 1999 | The Incredible Hulk: Original Soundtrack Recording – 1999     | The Incredible Hulk: Original Soundtrack Recording – 1999 | The Incredible Hulk: Original Soundtrack Recording – 1999 |
| Nr                                                        | Tytuł utworu                                                  | Autor                                                     | Długość                                                   |
| --------------------------------------------------------- | ------------------------------------------------------------- | --------------------------------------------------------- | --------------------------------------------------------- |
| 1.                                                        | „The Incredible Hulk: Main Title (Version #1)”                | J. Harnell                                                | 1:32                                                      |
| 2.                                                        | „Love Theme from The Incredible Hulk”                         | J. Harnell                                                | 3:05                                                      |
| 3.                                                        | „Gamma Ray Treatment”                                         | J. Harnell                                                | 5:50                                                      |
| 4.                                                        | „Growing Anger”                                               | J. Harnell                                                | 3:18                                                      |
| 5.                                                        | „First Hulk Out / Second Hulk Out”                            | J. Harnell                                                | 7:35                                                      |
| 6.                                                        | „Growing Tension / Explosion / Hulk Rescue and Susan’s Death” | J. Harnell                                                | 8:40                                                      |
| 7.                                                        | „The Lonely Man Theme”                                        | J. Harnell                                                | 1:33                                                      |
| 8.                                                        | „The Incredible Hulk: Main Title (Version #2)”                | J. Harnell                                                | 1:12                                                      |
| 9.                                                        | „Married: The Wedding”                                        | J. Harnell                                                | 2:48                                                      |
| 10.                                                       | „Prometheus: Arrival at Project Prometheus”                   | J. Harnell                                                | 5:13                                                      |
| 11.                                                       | „Ricky: Montage”                                              | J. Harnell                                                | 2:19                                                      |
| 12.                                                       | „Stop Susan Williams: Suite”                                  | J. Harnell                                                | 6:36                                                      |
| 13.                                                       | „Homecoming: Suite”                                           | J. Harnell                                                | 2:10                                                      |
| 14.                                                       | „The Secret Empire: Suite”                                    | J. Harnell                                                | 7:51                                                      |
| 15.                                                       | „Prometheus: Through the Floor / Hulk on the Rampage”         | J. Harnell                                                | 3:48                                                      |
| 16.                                                       | „Married: Prelude to Tragedy / Death Scene”                   | J. Harnell                                                | 3:48                                                      |
| 17.                                                       | „Pilot: Graveyard Farewell – Lonely Man Theme Reprise”        | J. Harnell                                                | 3:11                                                      |
| 18.                                                       | „Theme from The Incredible Hulk (Disco Version)”              | J. Harnell                                                | 3:29                                                      |
|                                                           |                                                               |                                                           | 1:13:58                                                   |

## Odbiór

### Krytyka w mediach
W serwisie Rotten Tomatoes 57% z 7 recenzji dotyczących filmowego pilota serialu, The Incredible Hulk uznano za pozytywne, a średnia ocen wystawionych na ich podstawie wyniosła 5,4/10. 75% z 8 i 80% z 5 recenzji dotyczących pierwszego i piątego sezonu uznano za pozytywne ze średnią ocen 6/10 i 5,9/10.

### Nagrody i nominacje
| Rok  | Ceremonia             | Kategoria                                                                             | Nominowani                                | Rezultat  | Przypis |
| ---- | --------------------- | ------------------------------------------------------------------------------------- | ----------------------------------------- | --------- | ------- |
| 1979 | Primetime Emmy Awards | Najlepsza aktorka w serialu dramatycznym (odcinek Married)                            | Mariette Hartley                          | Wygrana   | [ 7 ]   |
| 1980 | Primetime Emmy Awards | Najlepsze zdjęcia w serialu kręconym przy użyciu jednej kamery (odcinek Broken Image) | John McPherson                            | Nominacja | [ 7 ]   |
| 1982 | Primetime Emmy Awards | Najlepsza muzyka w serialu (odcinek Triangle)                                         | Joseph Harnell                            | Nominacja | [ 7 ]   |
| 2009 | Saturn Awards         | Najlepsze wydanie serialu retro na DVD                                                | The Incredible Hulk – The Complete Series | Nominacja | [ 27 ]  |